# Історичні Ордени Франції

Герб Королівства Франції і Наварри

Історичні Ордени Франції — перелік лицарських орденів та нагород, що існували в різних державних утвореннях на території сучасної Франції. 

## Історія
Лицарські ордени, що були попередниками системи нагород (орденів та відзнак) виникли в Європі під час та після Хрестових походів. Існування орденів до того періоду не є історично доведеним і відноситься до пізнішого міфотворення.
Державна орденська система Франції з'явилася у XV столітті із заснуванням королем Людовиком XI ордена Святого Михайла, який протягом понад сто років залишався єдиним французьким орденом. Наприкінці XVI століття король Генріх III заснував один із найвідоміших французьких орденів — орден Святого Духа. 
У XVI - XVIII століттях було засновано ще кілька королівських орденів, у тому числі Військовий орден Святого Людовіка, для відзнаки генералів та офіцерів Французької армії. Всі ці ордени були офіційно скасовані після Французької революції, але продовжували існувати в еміграції при дворі Людовіка XVIII, і були відновлені повною мірою в 1814, при Реставрації, щоб бути остаточно скасованими Липневою монархією в 1831 році.
1802 року Перший консул Наполеон Бонапарт заснував сучасний французький орден - Почесного легіону. Це орден, заснований у дусі лицарських орденів, з їхньою організацією, церемоніями та святами. Великим магістром ордену є за посадою президент Франції. Декілька інших орденів, заснованих Наполеоном, було скасовано Реставрацією .
Активний розвиток орденська система Франції отримала у XX столітті. Високі вимоги до прийняття до ордену Почесного легіону та бажання різних міністерств мати власні нагороди для відзнаки своїх службовців та підвідомчих осіб, спонукали порушити питання про заснування відомчих орденів , підпорядкованих відповідним міністрам. Перший такий орден, Сільськогосподарських заслуг, з'явився ще 1883 року. У другій чверті XX століття з'явилося відразу 16 відомчих орденів.
Така велика кількість орденів не могла не вплинути на процес знецінення значення нагород. І тому на початку 1960-х років було порушено питання про скасування цих орденів та заміною їх на один загальнонаціональний орден, підпорядкований безпосередньо Президенту Франції. Орденська реформа відбулася 3 грудня 1963 року шляхом зведення старих законів у єдиний Кодекс ордену Почесного легіону та Військової медалі. Вона скасувала майже всі відомчі ордени та заснувала Національний орден Заслуг , умови для отримання якого були встановлені ліберальніші, ніж у ордену Почесного легіону. Новий орден структурно увійшов до організації ордену Почесного легіону, і Великий канцлер Почесного легіону став одночасно Великим канцлером Національного ордену Заслуг.
Орденська реформа 1963 року також скасувала і всі колоніальні ордена Франції, що існували на той час. Історія колоніальних орденів розпочалася у другій половині ХІХ століття. Місцеві правителі територій, оголошених Францією своїми колоніями та протекторатами, засновували ордени для нагородження як своїх підданих, і чиновників Французької колоніальної адміністрації. Через деякий час після заснування деякі з цих орденів Французький уряд оголошував своїми «колоніальними», з включенням в загальну орденську систему Франції. Нагородження проводилися від імені Французької адміністрації, як біля колонії, а й її межами. Цими орденами широко нагороджувалися чиновники Французької колоніальної адміністрації, місцеві жителі та іноземці.

## Перелік
Міфічні Ордени
- Орден Святого Ремігія
- Орден Пса і Півня
- Орден Дуба (Наварра)

Лицарські Ордени
- Орден Лева  (Пікардія)
- Орден Святого Лазаря (католицький)
- Орден Храму (Тамплієри)
- Орден Богоматері Нужденних (Фландрія)
- Орден Госпітальєрів Святого Духа (Монпельє)
- Орден Віри і Миру (Гасконь)
- Орден Лицарів Віри Ісуса Христа (Ланґедок)
- Орден Квітки П'ятидесятниці

- Орден Зірки або Орден Богоматері Шляхетного Дому (1351)
- Орден Золотого Щита (1369), герцог Бурбонський
- Орден Богоматері Будяку (1370), герцог Бурбонський
- Орден Корони (1378), Кусі
- Орден Горностая (1381), Бретань
- Орден Поясу Надії (1389)
- Орден Святого Георгія (1390), Бургундія
- Орден Вірності (1390), Бар
- Орден Дикобраза (1394), герцог Орлеанський
- Орден Страстей Христових (1400)
- Орден Білої Леді (1400), маршал Жан Ле Менгр
- Орден Хмелю (1400), Бургундія
- Орден Золотих ланцюгів (1414), герцог Бурбонський
- Орден Хорта (1416), Бар
- Орден Губерта (1423), Бар
- Орден Зростаючого Місяця (1448), Прованс

Королівство Франція (1469-1793)
- Орден Святого Михайла (1469)
- Орден Дами вузла (1498)
- Орден Святого Духа (1578)

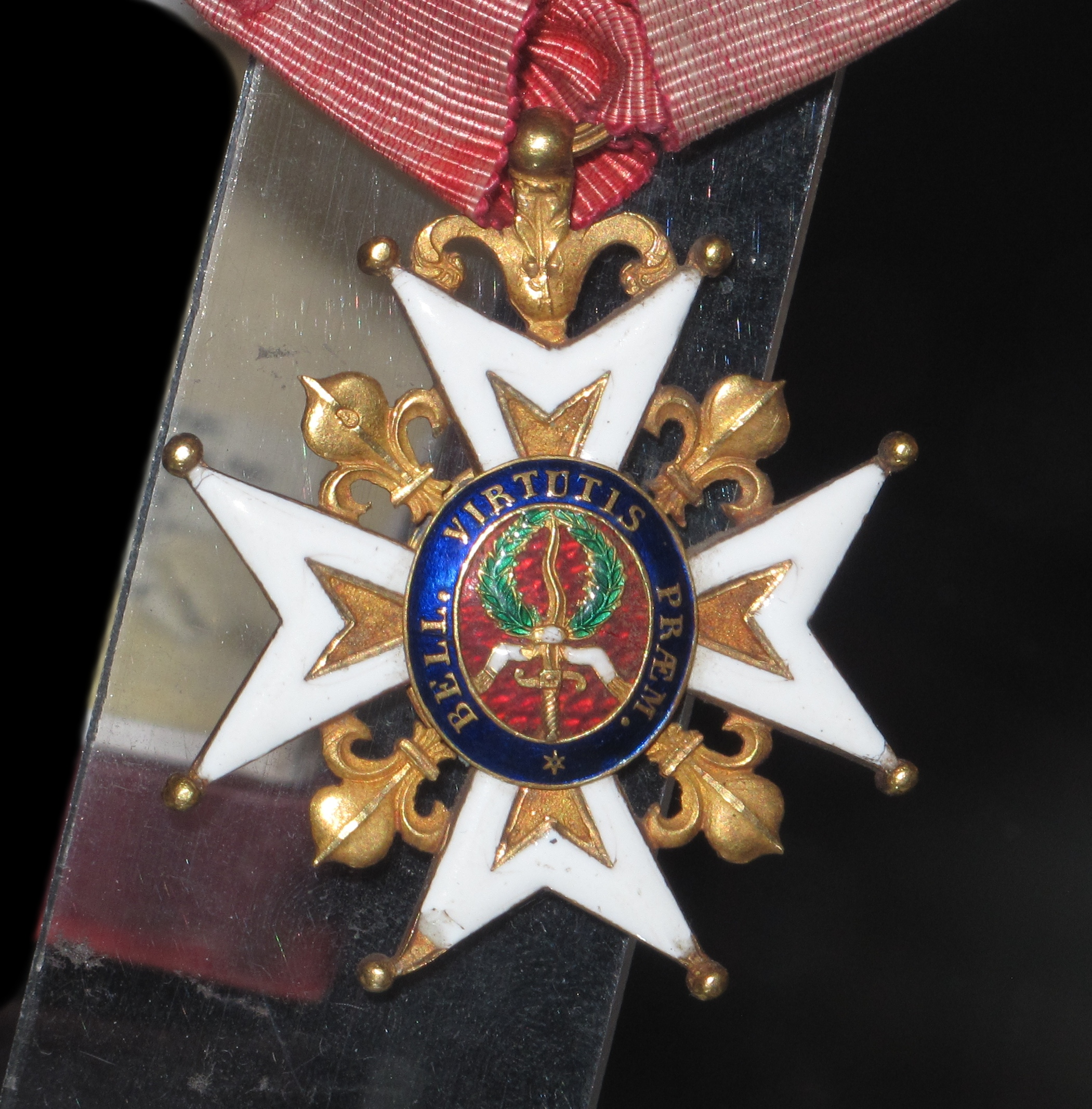
Орден Святого Луї

- Орден Християнського милосердя (1589)
- Орден Жовтої стрічки (1600), герцог Неверський
- Орден Богоматері Кармельської (1606)
- Орден Кармельської Діви і Святого Лазаря (1606)
- Лицарський Орден Хоругв (1609)
- Орден Святої Магдалини (1614)
- Орден Благовіщення (1619), герцог Неверський
- Орден Небесної блакитної стрічки Святої Вервиці (1645)
- Королівський і військовий орден Святого Людовика (1693)
- Орден третього дотримання (1701), Прованс
- Орден Бджоли (1703)
- Орден Тераси (1716)
- Орден Прапора (1723)
- Орден Військових заслуг (1759)
- Орден Троянди (1780)

1 січня 1791 року революційний парламент Конвент об’єднав ордени Святого Людовіка та Орден Військових заслуг у Військову відзнаку (фр. "la Décoration Militaire").
Перша Французька Республіка (1793-1804)

Революційна Франція скасувала всі лицарські та монарші ордени у 1793 році. В країні були такі нагороди, як медалі та почесна зброя.

Перша Французька імперія (1804-1815) 

Орден Почесного легіону на момент заснування не був лише нагородою. Наполеону не подобалися лицарські ордени, і легіон мав бути справжнім легіоном з вояків, офіцерів та командирів.
- Орден Почесного легіону (1802)
- Орден Залізної корони (1805)
- Орден Академічних пальм (1808)
- Імператорський Орден Трьох Золотих Рун (1809)
- Орден Злуки (1811)

Реставрація Бурбонів (1815–1830)
- Орден Святого Михайла
- Орден Святого Духа
- Орден Богоматері Кармельської і Святого Лазаря
- Орден Святого Людовика
- Орден Академічних пальм
- Орден Збройної армії Бордо (1814)
- Орден Гробу Господнього в Єрусалимі (1814)
- Орден Лілей (1814)
- Орден Почесного легіону (з 1815 лицарський орден, але вже не перший серед французьких нагород).
- Мисливський орден Святого Губерта (1815)
- Орден Вірності (1816)

Липнева монархія (1830-1848)
- Орден Почесного легіону став першим за рангом серед французьких нагород з 1830 року.
- Орден Академічних пальм
- Орден Липневого Хреста

Друга Французька Республіка (1848-1852)
- Орден Почесного легіону
- Орден Академічних пальм

Друга Французька імперія (1852-1870)
- Медаль Італійської кампанії 1859
- Орден Академічних пальм
- Орден громадської освіти (1866)

Третя Французька Республіка (1870-1945)
- Орден Почесного легіону
- Орден громадської освіти

Крім цього, Французька Республіка, що мала великі колоніальні володіння в Азії, Африці та Америці, створювала для деяких територій окремі нагороди.

Колоніальні Ордени:
- Королівський Орден Камбоджі (1864)
- Орден Зірки Анжуану (1874)
- Орден Дракону Аннаму (1886)
- Орден Нішана Ель-Ануара (1887)
- Орден Чорної Зірки (1889)
- Орден «За заслуги Індокитаю»

У Франції, де було всього два ордени, різні міністерства встановлювали свої окремі нагородиі:
- Орден «За заслуги у сільському господарстві» (1883)
- Орден «За морські заслуги» (1930)
- Орден «За Соціальні заслуги» (1936)
- Орден «За заслуги в охороні здоров’я» (1938)
- Орден «За комерційні заслуги» (1939)

1940 року було сформовано французький уряд у вигнанні на чолі з Шарлем де Голем. Він заснував:
- Орден Визволення

Уряд Французької держави (1940-1944)
- Орден Франциски (фр. «Ordre de la francisque») (1941)
- Орден праці (фр. «Ordre National Du Travail» (1942)

Четверта Французька Республіка (1945-1958) 

У Четвертій республіці була велика кількість орденів і нагород. Традиційний статус ордену Почесного легіону як найвищої нагороди залишився незмінним, а французькі міністерства заснували власні ордени в різних галузях. Загалом їх було 19.
- Орден Почесного легіону
- Орден Визволення
- Орден громадської освіти
- Орден Академічних пальм
- Орден «За заслуги у сільському господарстві»
- Орден «За морські заслуги»
- Орден «За Соціальні заслуги»
- Орден «За заслуги в охороні здоров’я»
- Орден «За комерційні заслуги». 1961 року було перейменовано в «Орден за комерційні та промислові заслуги».
- Орден Ремісничих заслуг (фр. «Ordre du Mérite artisanal») (1948)
- Орден «За туристичні заслуги» (фр. «Ordre du Mérite touristique») (1949)
- Орден «За поштові заслуги» (1953)
- Орден «За заслуги перед ветеранами» (1953)
- Орден «За заслуги перед національною економікою» (1954)
- Орден «За спортивні заслуги» (1956)
- Орден «За трудові заслуги» (1957)
- Орден «За військові заслуги (1957)
- Орден «За цивільні заслуги» (1957)
- Орден Мистецтв і Літератури (1957)
- Орден «За заслуги перед Сахарою» (Франція) (1958)

Відповідно до декрету від 1 вересня 1950 року Французька Республіка мала два «Французькі заморські ордени»: 
- Орден Чорної Зірки
- Орден Зірки Анжуана

Деколонізація Французьких заморських земель призвела до створення Французького Союзу. Три інші колоніальні ордени: Королівський орден Камбоджі, Орден Дракона Аннама (В'єтнам), Орден Нічана Ель-Ануара (Сомаліленд) були припинені. 

П'ята Французька Республіка (1958–дотепер)
- Орден Почесного легіону
- Орден Визволення

15 міністерських орденів були скасовані. Президент 1 січня 1964 року замінив їх на "Національний Орден за заслуги".  
- Національний орден «За заслуги»

Залишились також:
- Орден Академічних пальм
- Орден «За заслуги у сільському господарстві»
- Орден «За морські заслуги»
- Орден Мистецтв і Літератури

- 5 червня 1996 року Асамблея Французької Полінезії заснувала Орден Таїті-Нуї.